# Jean-Marie Lefebvre
Pour les articles homonymes, voir Lefebvre.
Jean-Marie Lefebvre, né le 15 septembre 1948, mort le 8 décembre 2010, à Paris, est un journaliste, éditorialiste et spécialiste de politique étrangère à RTL.

## Parcours  Radio et Télévision

### Europe 1
Après ses études secondaires au lycée Janson-de-Sailly à Paris, Jean-Marie Lefebvre obtient le diplôme  de l’Institut d'études politiques de Paris (1971) et une licence en droit public (1973). D'abord chargé de mission auprès du délégué à la sécurité routière, il débute dans  la carrière de journaliste à Europe 1 en 1973. Il y reste 14 années, présente les journaux, suit l’activité diplomatique au service étranger (dont il devient le chef adjoint). Après un séjour aux États-Unis comme correspondant de la station, il est nommé chef du service étranger.

### La Cinq
De 1987 à 1992, Jean-Marie Lefebvre participe à l'aventure de  La Cinq. Il y est chroniqueur de politique étrangère, assiste pour la chaîne aux sommets Est-Ouest, en Europe et au Proche-Orient. Il prend part aux voyages officiels du Président de la République et du ministre des affaires étrangères pour les "couvrir" pour sa rédaction..

### RTL
En 1992, Jean-Marie Lefebvre entre à  RTL. Rédacteur en chef et présentateur du journal de 18 heures (avec Jean-Pierre Defrain) de 1992 à 2002, il est ensuite éditorialiste  de politique étrangère. Il est nommé chef du service étranger à partir de 2003. En 2004, il devient rédacteur en chef et présentateur de la tranche matinale "7/8" le week-end. En 2007, il est nommé conseiller éditorial auprès de la direction de l’information.
En juillet 2008, Jean-Marie Lefebvre était présent dans l’avion de Nicolas Sarkozy parti récupérer Ingrid Betancourt libérée à Bogota.

## Distinctions
Jean-Marie Lefebvre était chevalier dans l’ordre des Arts et des Lettres.